# Palaeosynthemis elegans
Palaeosynthemis elegans là loài chuồn chuồn trong họ Synthemistidae. Loài này được Theischinger & Richards mô tả khoa học đầu tiên năm 2013.